# Castianeira bartholini
Castianeira bartholini is een spinnensoort uit de familie van de loopspinnen (Corinnidae).
De wetenschappelijke naam van de soort werd in 1901 gepubliceerd door Eugène Simon.